# Музика за венчања
У Србији је незамисливо венчање без музике уживо. Било то традиционално или модерно венчање, музика је неизбежна. Бенд или група која је ангажована на венчању може у доброј мери да утиче на расположење гостију. 

## Одабир бенда
Сваки пар бира бенд за своју свадбу по свом укусу. У данашње време можете наћи велики број бендова који имају заиста широк репертоар и могу да задовоље различите укусе. На свадбама се интерпретају песме различитих извођача. Могу се чути изворне српске песме, новокомпонована музика (или како то наш народ каже "турбо-фолк"), староградска музика али и страна музика у последње време. Нека венчања која се не могу назвати традиционалним подразумевају специфичну врсту музике. Ту можете чути песме најразличитијих извођача. Сходно потребама младенаца бенд би требало врло пажљиво бирати.
У ствари, најбоље је чути искуства пријатеља или познаника. Сви познајемо неког ко је у скоријој прошлости имао венчање. Онда би бенд требало чути уживо и видети да ли је то прави састав за за нашу свадбу. Током процене бенда бребало би обратити пажњу на пуно ствари. Прва од љих је, наравно ширина репертоара и увежбаност бенда у извођењу. Затим, веома битна ствар је то да ли је бенд склон трци за новцем (бакшишом) или им је битнији шири утисак гостију. Неки бендови су склони дужим паузама, што свакако не желите. Важно је такође и опрема бенда, од инструмената, расвете па све до гардеробе у којој наступају. Неки састави такође у својим наступима укључују и неки шоу програм што свакако зна позитивно да утиче на атмосферу на свадби.